# Hovhannes Tumanjan
Hovhannes Tumanjan (arménsky: Հովհաննես Թումանյան) (19. února 1869 Dsegh – 23. března 1923 Moskva) byl arménský spisovatel a veřejný aktivista. Je považován za národního básníka Arménie.

## Život a dílo
Narodil se v historické vesnici Dsegh v oblasti Lori, v mladém věku se přestěhoval do Tbilisi, které bylo centrem arménské kultury v rámci Ruského impéria v průběhu 19. a na počátku 20. století. Brzy se stal známým široké arménské společnosti pro své jednoduché, ale velmi poetické práce.
Tumanjan psal básně, čtyřverší, balady, romány, bajky, kritické a publicistické články. Jeho práce byla většinou psána v realistické podobě, často se soustředil na každodenní život své doby.
Mnoho filmů a animovaných filmů bylo vytvořeno podle Tumanjanových prací. Na základě jeho básní vznikly i dvě významné opery: Anuš (1912) Armena Tigranjana a Almast (1930) Alexandra Spendiarjana.